# 大日本航空
大日本航空株式会社（だいにっぽんこうくう、英語: Japan Airways Co.Ltd）は、かつて日本にあった国営の航空会社。1938年（昭和13年）に設置され、1945年（昭和20年）の第二次世界大戦終結に伴い解散した。

## 沿革

### 創設
1929年（昭和4年）に設立された日本航空輸送株式会社は、日本の主要都市間や中国大陸に広がる航空路線を運航しており、北東アジアにおける航空網の中心的存在であった。1937年（昭和12年）に日中戦争が勃発すると、日本にとって満洲国を含む中国大陸と日本本土との航空路による連絡が戦略上重要となり、民間航空輸送は、戦時体制へと再編されることになった。
日本航空輸送株式会社（会長・大谷登）は1938年（昭和13年）11月7日の臨時株主総会において同月末日の会社解散と新航空会社への合流を承認し、日本航空輸送と国際航空が合併して大日本航空株式会社が設立された。これにあわせ、日本のローカル線を経営していた日本航空輸送研究所（代表者・井上長一）、日本海航空株式会社（代表者・中島久太郎）、東京航空株式会社（代表者・相羽有）、安藤飛行研究所（代表者・安藤考三）は航空輸送を停止することになり、日本国内における航空輸送事業は大日本航空株式会社によって独占営業されることになった。
大日本航空株式会社の創立総会は1938年（昭和13年）11月28日に開かれ、同年12月1日に営業が開始された。初代会長は大谷登（日本郵船第7代社長）。資本金は2,550万円であった。創立当時の組織は総務部、営業部、経理部、東洋部、欧亜部、海洋部、技術部であった。
翌1939年（昭和14年）3月7日の閣議で国際航空輸送事業を大日本航空株式会社に独占させる大日本航空株式会社法案 が決定された。これを受け、政府は3,725万円を出資し、資本金は1億円に増資された。

### 終焉
日本が1945年（昭和20年）8月14日に連合国によるポツダム宣言受諾を決定、15日に停戦したために、9月2日の降伏調印式以降、日本軍は順次武装解除されることになった。民間航空についても飛行機の所有・運用が一切禁止され、飛行活動に従事する組織も廃止となった。
大日本航空も解散の対象となり、戦後処理のために軍用機とともに日本国内で運航されていた緑十字飛行も同年10月7日に終了し、11月18日にGHQが布告した 「民間航空廃止ニ関スル連合軍最高司令官指令覚書」 (SCAPIN-301) によって日本人による航空活動は一切禁止された。
その後、1951年（昭和26年）にノースウエスト航空の機材支援・全搭乗員派遣を受けて、日本航空の初号機が飛行するまで日の丸を付けた航空機が日本の空に飛ぶことはなかった。
直接的な後継会社には1947年（昭和22年）に設立された三路興業（現国際航業）があり、1970年（昭和45年）に航空施設部門（空港施設株式会社）を分割、1972年（昭和47年）に航空機運航部門（共立航空撮影株式会社）を分割している。また、直接の繋がりはないものの、戦後の日本航空の設立には大日本航空の元関係者も関わっていたほか、大日本航空で操縦士だった者のなかには、戦後に日本航空で再び操縦士になった者もいた。

## 運航

### 機材
運航機材は、日本航空輸送から引き継がれたフォッカー スーパーユニバーサルやエアスピード エンボイといった羽布張りの旧式機に加え、国産初の双発旅客機である中島 AT-2や、陸軍の一〇〇式輸送機の民間転用型である三菱 MC-20、ダグラス DC-3、ロッキード L-14などの全金属製単葉機が主に旅客輸送に用いられていたほか、貨物機として陸軍から九七式重爆撃機の武装撤去型三菱 MC-21を供与されていた。
- フォッカー スーパーユニバーサル
- エアスピード エンボイ
- ビーチクラフト スタッガーウィング C-17E
- ダグラス DC-3
- ロッキード L-14 スーパーエレクトラ
- 中島 P-1
- 中島 AT-2
- 三菱式双発輸送機
- 三菱 MC-20
- 三菱 MC-21
- 川西式四発飛行艇

など

### 路線
前身である日本航空輸送から引き継がれた路線が多く、内地、台湾、朝鮮、関東州の都市間を結ぶ路線や満州国の首都新京（現在の長春）を発着する路線が運航されていた。
大日本航空設立後の新規路線としては、海軍で用いられていた九七式飛行艇の民間輸送機型を用いて、横浜港からサイパン島やパラオといった日本の委任統治下にあった南洋群島への長距離路線が1939年（昭和14年）4月1日より運航された。
なお、このパラオへの航空路を延長する形で、横浜―サイパン―パラオ―淡水（台湾）―横浜という「南太平洋循環航空路」が計画され、1940年（昭和15年）11月22日から11月27日にかけて試験飛行が実施された。しかし、太平洋戦争の勃発に伴い、試験飛行の実施のみに終わった

### バンコクへの就航
1936年（昭和12年）11月より、日本の陸軍海軍、外務省、逓信省はタイ王国に対して航空協定締結を求めて おり、1939年（昭和14年）11月30日に、バンコクにおいて、「日本国泰国航空協定」がプレーク・ピブーンソンクラーム首相と駐タイ公使村井倉松との間で調印された。
1940年（昭和15年）6月より、東京―バンコク線が週一便の定期国際線として就航した が、就航当初はフランス領インドシナ総督府が領空通過を認めなかったため、インドシナ上空を避ける飛行ルートを選択した。その後、外務省とフランス領インドシナ総督府の間で交渉が進められ、1940年（昭和15年）12月にフランス領インドシナ領空通過と領内への離着陸が許可。
同年12月5日からハノイ - トゥーラン - サイゴン - バンコク間を週一便運航することとなった。
なお、バンコク線の就航に伴い、大日本航空の路線は、バンコクに乗り入れていたイギリスのインペリアル航空、オランダのKLM、フランスのエール・フランスなどの国際線と接続することとなった。

### ポルトガル領ティモールへの就航
当初、横浜―サイパンーパラオ間の路線をオランダ領東インド諸島へ延伸することを計画していた が、日本政府とオランダ領東インド総督との交渉が妥結せず、1941年（昭和16年）6月18日をもって決裂したために、オランダ領東インドへの就航が不可能となった。
オランダ領東インドに代わって、ポルトガル領ティモールへの就航が計画され、オランダ領東インドとの交渉が決裂する以前の1940年（昭和15年）10月23日に、パラオからディリへの試験飛行が実施された。合計3回の試験飛行が実施されたのち、1941年（昭和16年）10月13日に、リスボンにおいて「日本国、ポルトガル国航空協定」が締結され、パラオとディリ間において、2週間に1往復の定期便が就航。大日本帝国にとってタイのバンコクに次ぐ2番目の定期国際航空路線となった。しかし、太平洋戦争の開始に伴い、1941年11月29日をもってこの路線は運休とされた。

### 太平洋戦争開戦後の路線網
1941年（昭和16年）12月の太平洋戦争の開戦とともに、大日本航空が運航する路線は軍の管理下に置かれ、友好国のタイのバンコク線に合わせて、さらにイギリスの植民地であった昭南や香港、アメリカの植民地であったフィリピンのマニラやダバオ、オランダ領東インドのジャカルタ、オーストラリアの植民地であったラバウルなど、日本軍が宗主国の植民地軍を放逐し、新たに占領した東南アジアにおけるネットワークを拡大し、戦争中は軍事的に重要な輸送手段となっていた。
戦時下においては、大日本航空の機材や乗員の多くは、開戦直前に陸軍航空部隊が編成した「特設第13輸送飛行隊」に編入され南方地域への運航を担い、さらには「南方航空輸送部」に組織改編された。
1940年10月当時の運航路線
ジャパン・ツーリスト・ビューロー『時間表　昭和15年10月号』より。特に記述の無い路線は毎日1往復運航。
国内線
- 東京 - 仙台 - 青森 - 札幌
- 東京 - 長野 - 新潟（休航中）
- 東京 - 名古屋 - 大阪（毎日2往復運航）
- 東京 - 長野 - 金沢 - 大阪（休航中）
- 東京 - 米子 - 京城
- 横浜 - サイパン - パラオ（月2往復運航、サイパンで一泊）
- 大阪 - 米子
- 大阪 - 高松 - 松山 - 別府
- 大阪 - 徳島 - 高知
- 大阪 - 福岡
- 大阪 - 福岡 - 大邱 - 京城 - 平壌 - 新義州 - 大連
- 福岡 - 那覇 - 台北
- 京城 - 咸興 - 清津
- 京城 - 大連
- 台北 - 台中 - 台南 - 高雄 - 台東
- 台東 - 花蓮港 - 台北
- 台中 - 馬公

国際線
- 東京 - 福岡 - 京城 - 奉天 - 新京
- 京城 - 青島 - 天津 - 北京（天津には当分寄航しない）
- 福岡 - 上海 - 南京
- 福岡 - バンコク
- 台北 - 広東

## 歴代会長・総裁
- 大谷登（会長）：1938年（昭和13年）12月1日 -
- 中川健藏（総裁）:1939年（昭和14年）8月31日 - 1943年（昭和18年）1月29日
- 児玉常雄（総裁）:1943年（昭和18年）7月 - 1945年（昭和20年）10月31日（解散）

児玉は中華航空の初代総裁を務めている。なお、同社の副総裁は辻邦助および胡祁泰である。

## 主な就航地

### 国内線

#### 内地
- 札幌
- 東京
- 横浜
- 大阪
- 米子
- 高松
- 松山
- 徳島
- 高知
- 福岡
- 別府
- 那覇

#### 台湾
- 台北
- 高雄
- 台南

#### 朝鮮
- 京城
- 平壌
- 蔚山

#### 関東州
- 大連

#### 南洋群島
- サイパン
- トラック
- パラオ
- ポナペ
- ヤルート

### 国際線
戦前における日本最大の民間国際空港であった雁ノ巣飛行場が主に、日本における玄関口として使われた。当時の航空機の性能・技術レベルの都合上、北九州は関東・関西に比べ中国大陸・南洋により近かった地理上の利点があったことによる。
- 新京（満州国）
- 奉天（満州国）
- 南京（中華民国）
- 上海（中華民国）
- 青島（中華民国）
- 北京（中華民国）
- バンコク（タイ王国）
- マニラ（アメリカ領フィリピン）
- ハノイ（フランス領インドシナ）
- サイゴン（フランス領インドシナ）
- ジャカルタ（オランダ領東インド）
- ディリ（ポルトガル領ティモール）